# Base aérienne d'Ambala

La base aérienne d’Ambala est une base aérienne des forces armées indiennes à Ambala intégré au commandement aérien ouest dans les casernes d'Ambala.

## Historique

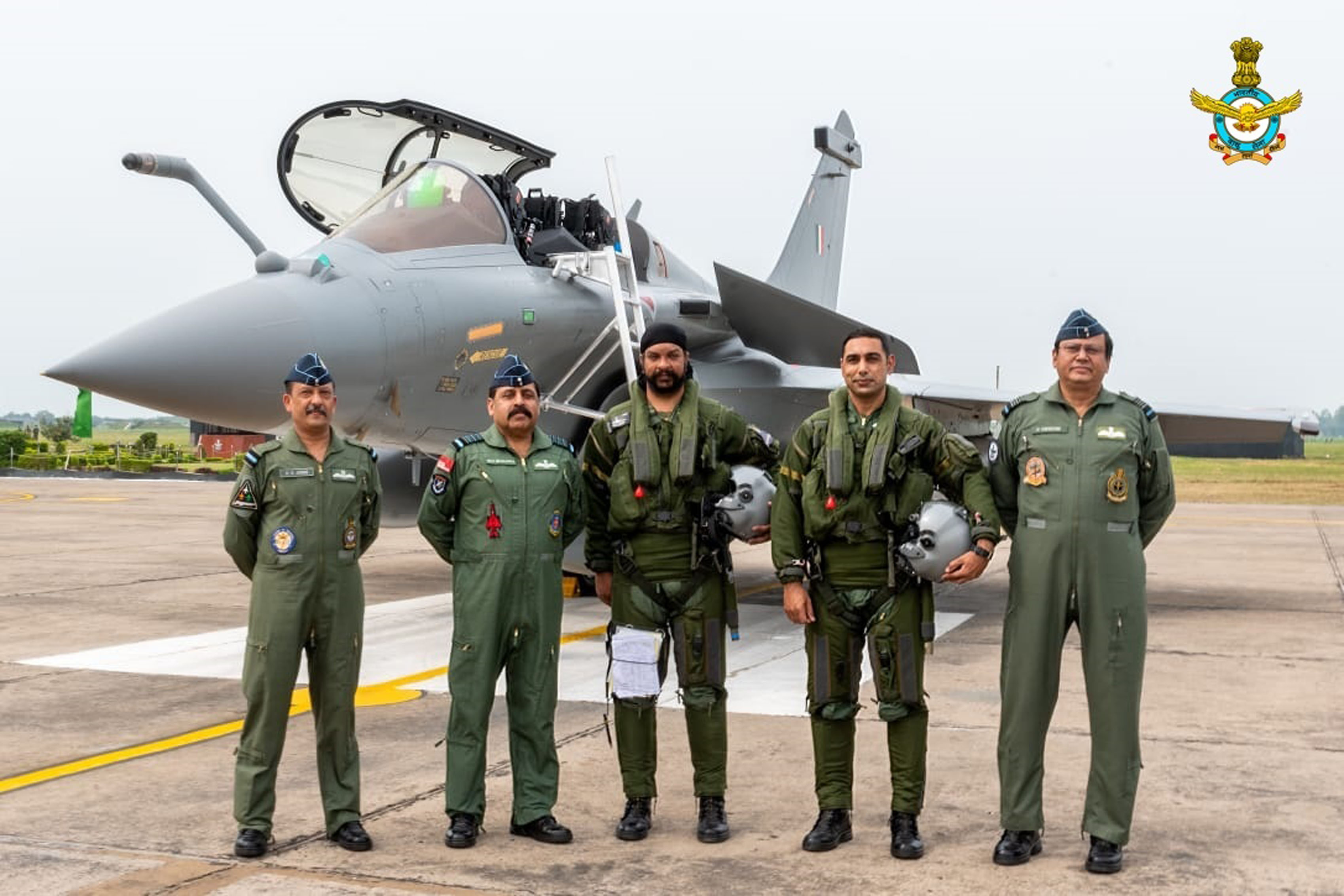
Les maréchaux de l'air Bhadauria et Suresh devant un Rafale sur la base en juillet 2020.

Des Dassault Rafale de l'escadron n° 17 Golden Arrows sont stationnés ici, les cinq premiers arrivèrent le 29 juillet 2020, 3 EH et 2 DH.
Des SEPECAT Jaguar par l'escadrille N°5 et par l'escadrille N°14.